# Judith van Beieren (1100-1130)

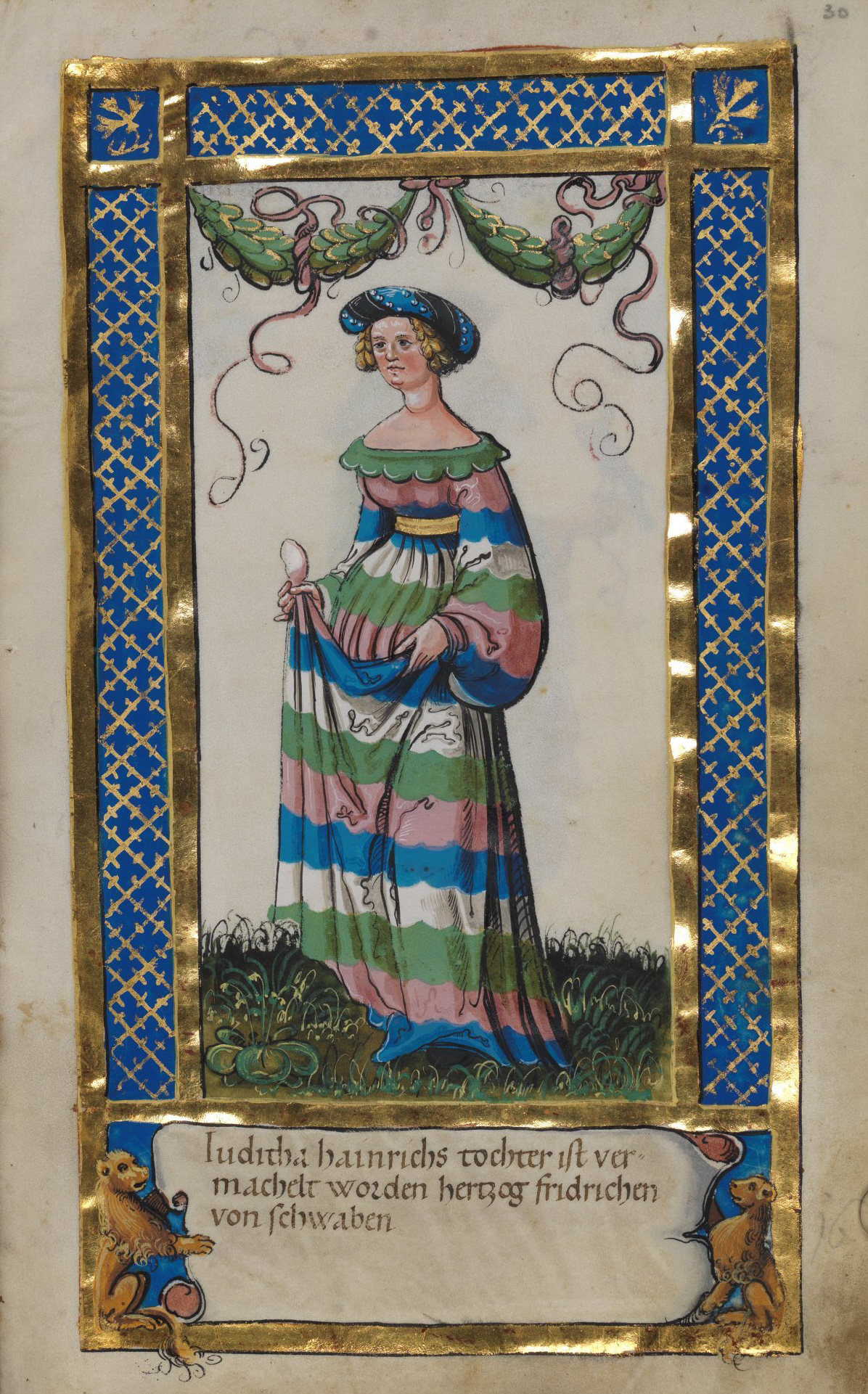
Judith van Beieren
(ca. 1510), miniatuur uit
Weingartener Stifterbüchlein, WLB (Stuttgart)

Judith van Beieren ook bekend onder de naam Judith Welf (circa 1100 - 22 februari 1130 of 1131) was hertogin van Zwaben.

## Levensloop
Ze was de dochter van hertog Hendrik de Zwarte van Beieren, die tot het huis Welf behoorde. In 1119 of 1120 huwde ze met hertog Frederik II van Zwaben, die tot het huis Hohenstaufen behoorde. Ze kregen minstens twee kinderen:
- Frederik I Barbarossa (1122-1190), van 1147 tot 1152 onder de naam Frederik III hertog van Zwaben en van 1152 tot 1190 Rooms-Duits koning en keizer van het Heilige Roomse Rijk.
- Bertha (1123/24 - 1194/95), huwde met hertog Mattheus I van Lotharingen.

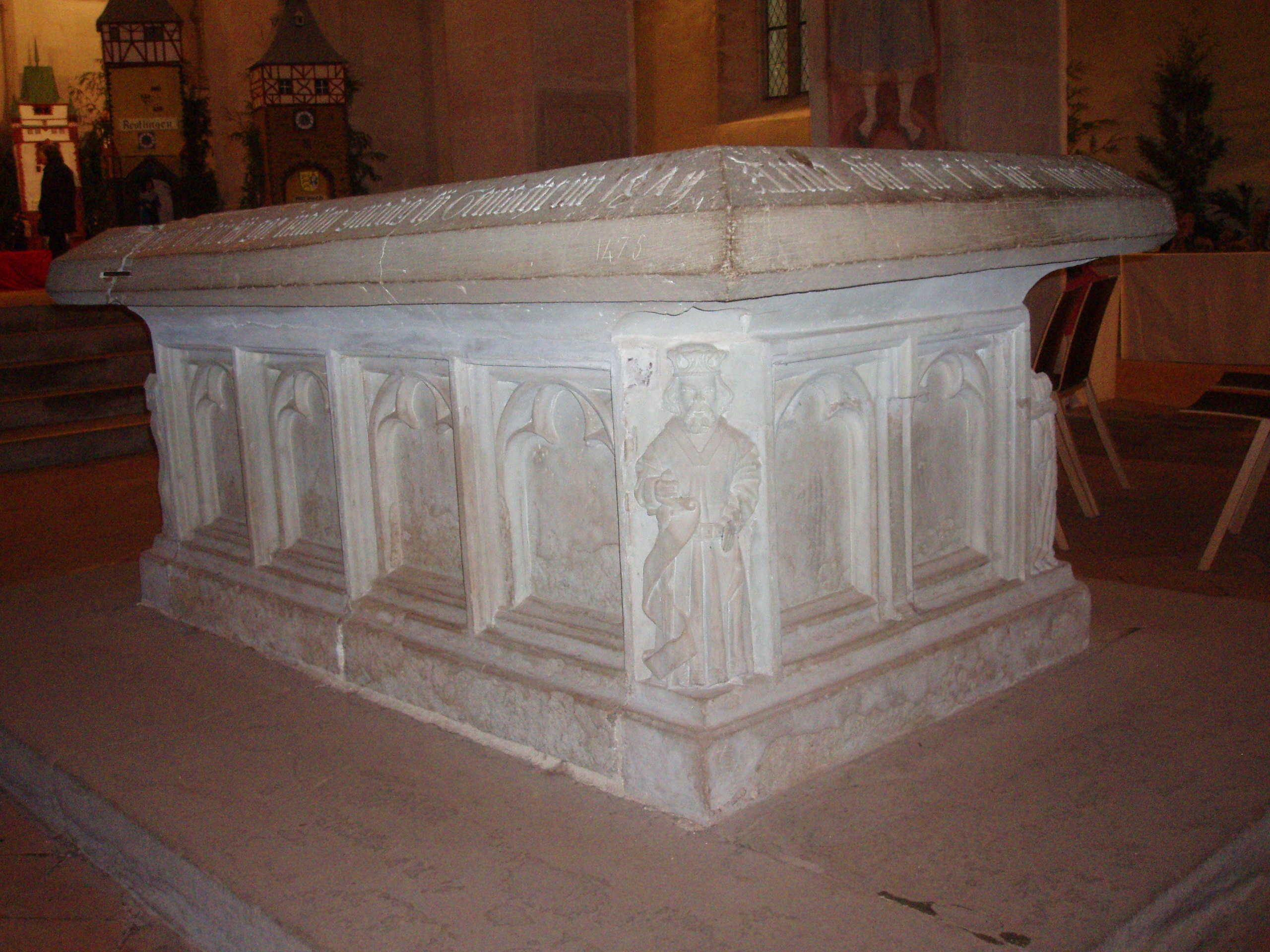
Staufer tombe, het graf van Judith van Beieren
Kloosterkerk van Lorch

Haar vader speelde in 1125 een belangrijke rol in de verkiezing van de nieuwe Rooms-Duitse koning. Aanvankelijk steunde hij de kandidatuur van zijn schoonzoon, maar later veranderde hij van mening en stemde hij voor hertog Lotharius van Saksen, die onder de naam Lotharius III Rooms-Duits koning werd. Ze werd begraven in het familiegraf van de Hohenstaufen in de abdij van Lorch dat door haar schoonvader hertog Frederik I van Zwaben werd opgericht. 